# Tricarbono
El tricarbono o C3 es un pequeño cluster de carbono observado por primera vez a principios del siglo XX por William Huggins en la cola de un cometa, y posteriormente identificado en atmósferas estelares.  El tricarbono se encuentra en el espacio interestelar y puede producirse en el laboratorio mediante la técnica de la ablación por láser.  Los clústeres pequeños de carbono como el tricarbono son considerados precursores del hollín y están implicados en la formación de ciertos diamantes de grado industrial y en la formación de fulerenos.  El nivel fundamental de la geometría molecular del tricarbono ha sido identificado vía sus característicos modos de vibración y torsión simétricos y asimétricos, y a sus longitudes de enlace de 129 a 130 picómetros, correspondientes a los alcanos.  El potencial de ionización se ha determinado experimentalmente y está entre 11 y 13,5 eV.  En contraste con el tricarbono neutro, lineal, el C3+ es angular.
El C3 también ha sido identificado como especie intermedia en diversas reacciones de combustión.
La síntesis de C3 fue investigada por el Profesor Emérito Philip S. Skell, de la Universidad Estatal de Pensilvania, en los años 1960.
- Datos: Q866582